# Yrsa von Leistner

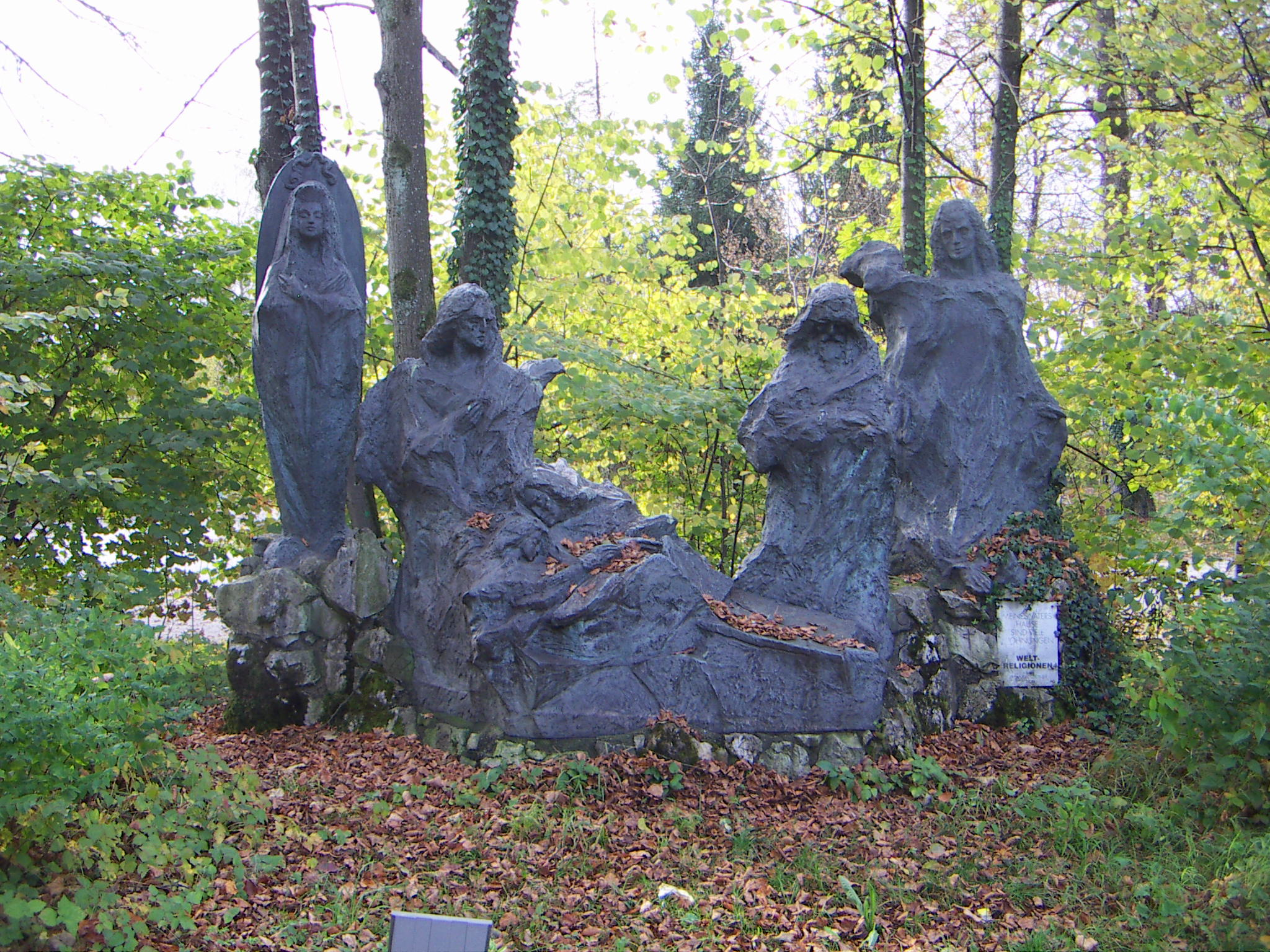
Weltreligionen-Plastik im Skulpturenpark Bildungszentrum St. Virgil Salzburg

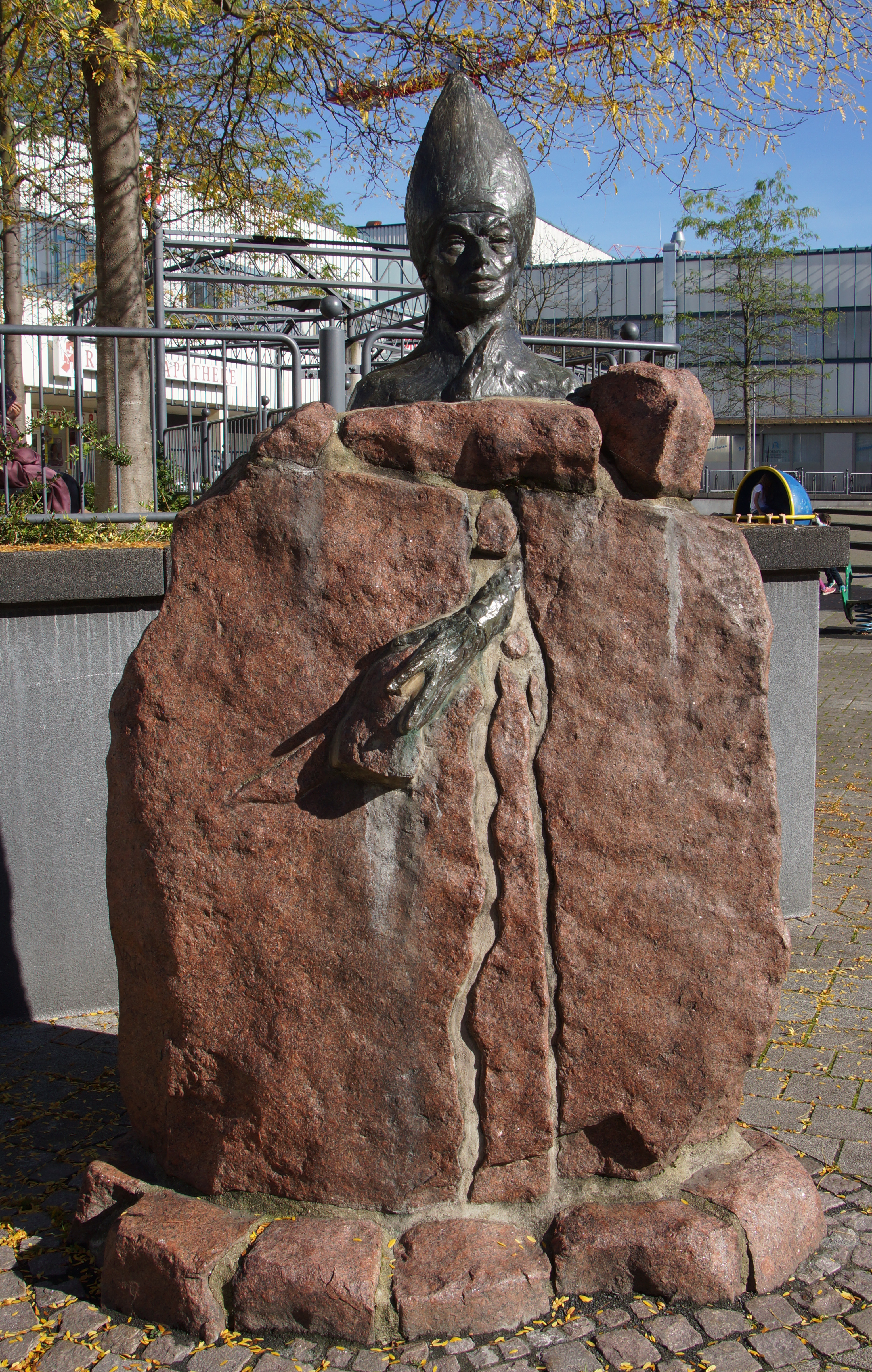
Augustinus in Sankt Augustin

Yrsa von Leistner (* 18. Juli 1917 in München; † 12. April 2008 in Siegburg) war eine deutsche Bildhauerin und Malerin. Bekannt wurde sie vor allem durch ihre Bronzearbeiten.

## Leben
Yrsa von Leistner wurde als Tochter eines Kirchenbaumeisters und einer dänischen Klassiksängerin in München geboren. Die Familie zog bald danach nach Mexiko und weiter in die USA. Mit 16 Jahren trat von Leistner in die Akademie der Bildenden Künste München ein, an der sie nach zwei Jahren Meisterschülerin wurde. Yrsa von Leistner lebte über vierzig Jahre in Sankt Augustin und hatte ihr Atelier auf dem Gelände des Missionshauses St. Augustin der Steyler Mission. Auf dem dortigen Friedhof wurde sie nach ihrem Tod beigesetzt.

## Im Nationalsozialismus
Yrsa von Leistner war 1938 auf der Großen Deutschen Kunstausstellung in München mit einer Bronze-Porträtplastik von Wilhelm Filchner vertreten, die Hitler für 1000 RM erwarb.
Sie meldete sich im Oktober 1944 nach einem allgemeinen Aufruf des Roten Kreuzes zum Kriegsdienst. Man entsandte sie in die Charité, damit sie ihre Kunst mit der Pflege von Verwundeten verbinden könne. Sie sollte zudem eine Büste von Ferdinand Sauerbruch anfertigen, bezog ein Zimmer der Chirurgischen Klinik und studierte den Charakter des Chirurgen, mit dem sie eine Art spirituelle Verbindung aufbaute. Von Leistner blieb mehrere Wochen. Sie war der Ansicht, dass Sauerbruch einer Widerstandsgruppe angehörte. Von dessen Chefsekretärin Maria Fritsch erfuhr sie, dass Sauerbruch einen SS-Mann mit einem Aktenordner verprügelt haben solle, und spürte ihn danach weinend in ihrem in der Klinik eingerichteten Atelier auf. Die Künstlerin erhielt von den verbliebenen Ärzten und Schwestern in der schon stark beschädigten Charité den Spitznamen „Bombenliese“, da ihr Haus zu dieser Zeit bereits drei Mal von alliierten Bomben getroffen worden war.

## Werke

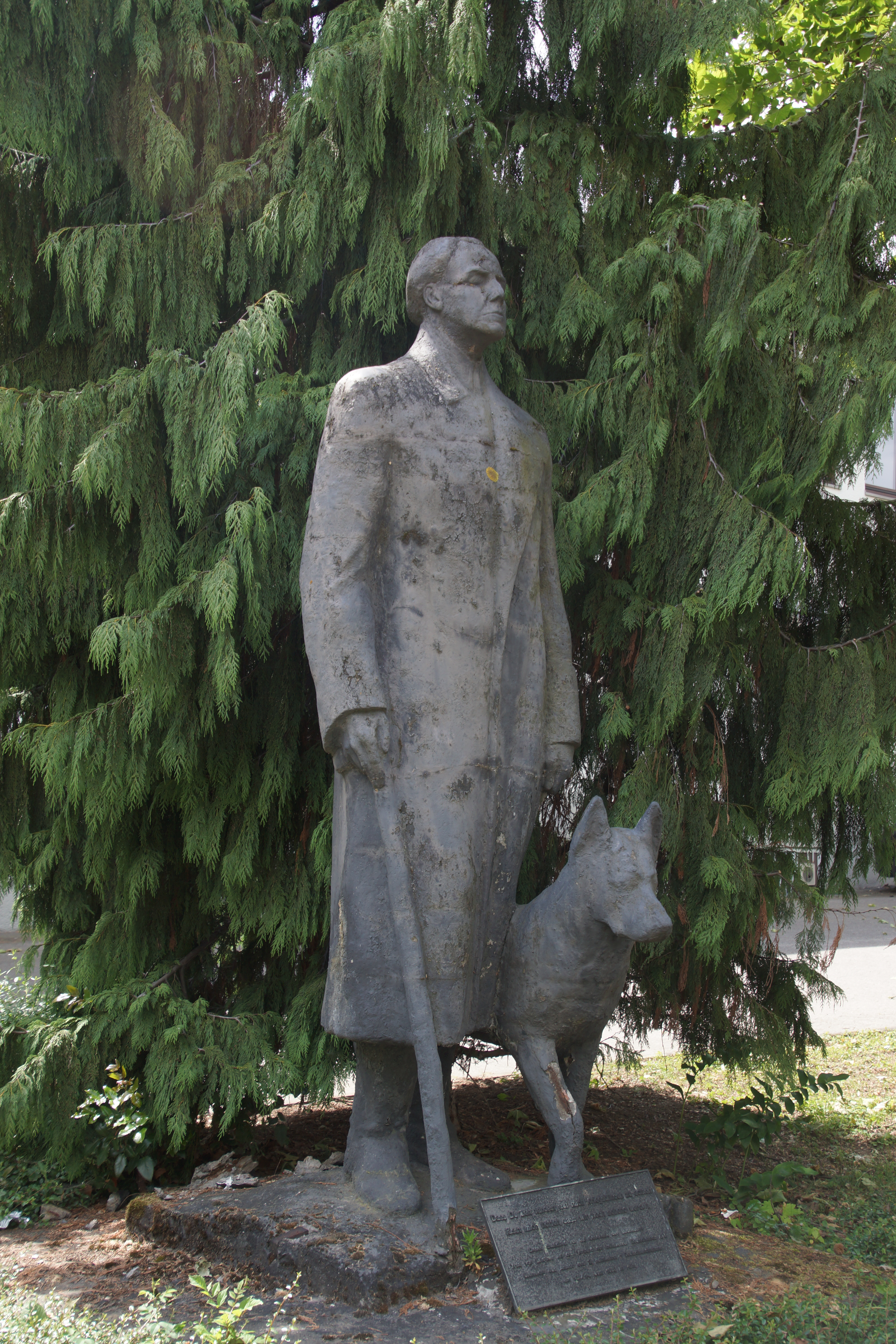
Kriegsblinden-Denkmal in Mehlem

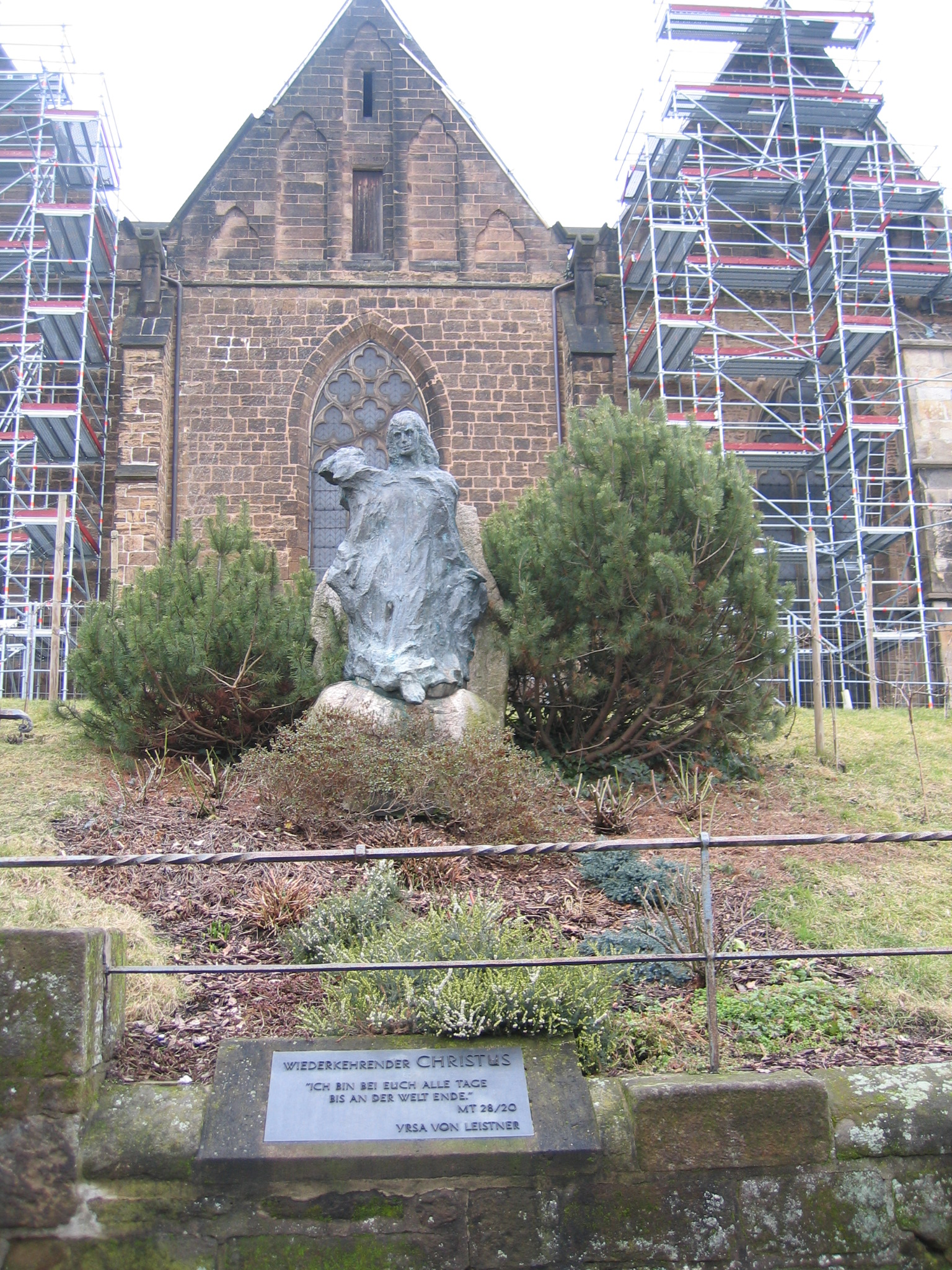
Skulptur in Minden

Im Zweiten Weltkrieg schuf Yrsa von Leistner die monumentale Betonstatue Der Kriegsblinde. Darauf folgte eine Büste von Professor Ferdinand Sauerbruch, die in der Berliner Charité steht. In Japan steht die dreieinhalb Meter hohe Madonna von Nagasaki, in Rom das Weltzeitalter und im Vatikan befindet sich das Relief Jüdische Passion.
Eines ihrer bekanntesten Werke ist die erste offizielle Büste von Bundeskanzler Konrad Adenauer, der auch persönlichen Kontakt mit ihr pflegte. Adenauer gab bei ihr den Heimkehrer mit Mutter in Auftrag, im Gedenken der aus langer sowjetischer Zwangsarbeiterhaft freiverhandelten Wehrmachtsoldaten in den 1950er Jahren.
In Sankt Augustin, wo die Künstlerin lange lebte, steht der Augustinus. Anlässlich ihres hundertsten Geburtstages 2017 gab es dort eine Ausstellung bei den Steyler Missionaren, auf deren Gelände rund zwanzig Werke Leistners stehen.

## Religion und Versöhnung
Die von der Bildhauerin bevorzugten Themen Religion, Versöhnung und Frieden fanden internationales Interesse, wie sie vorher auch bei Bundeskanzler Adenauer Aufmerksamkeit geweckt hatten. Nach seinem ersten Atelierbesuch in Bonn wollten Repräsentanten von Politik und Gesellschaft ebenfalls „Adenauers Lieblingsbildhauerin“ kennenlernen. Dazu gehörten Ludwig Erhard, zahlreiche Minister, NATO-Militärs, Bischöfe und Kardinäle. Unter anderen wurde sie von Papst  Paul VI. bei der Übergabe des Reliefs „Die Passion der Juden“ im Vatikan zur  Privataudienz  empfangen, wie Jahre vorher von Pius XII.
In Indien traf sie Mutter Teresa und den Dalai Lama, den sie in Bonn porträtierte. Nach dem Umzug Yrsa von Leistners von der Bundeshauptstadt in das Atelier Sankt Augustin kam 1974 als prominenteste Besucherin „First Lady“ Mildred Scheel in die Klosterstraße. Der Gründerin der Deutschen Krebshilfe widmete die Künstlerin die Kleinplastik „Mutter“ zum Dank für die „Hilfe für Krebskranke und ihren bahnbrechenden Einsatz gegen Krebs“.

## Kritik
Die Hamburger Zeitung Die Zeit schrieb in einem Kommentar (Autorenkürzel 'M') im November 1949, bei dem Entwurf Yrsa von Leistners einer im Meer stehenden, 50 Meter hohen Christus-Statue handele es sich um „kolossalen Kitsch“.

## Ehrungen
Zu den Ehrungen für Yrsa von Leistner gehörten Privataudienzen im Vatikan mit der  Verleihung der
- Frieden-Medaille PAX durch Pius XII.
- Versöhnung-Medaille durch Paul VI.
- Gastprofessur der George-Washington-Universität in St. Louis.
- Ehrenmitglied der Europäischen Kultur Stiftung "in Würdigung ihres kulturellen Schaffens".[9]

Seit 2021 ist im Zentrum von Sankt Augustin, ihrem langjährigen Wohnort, ein Platz nach ihr benannt.